# SŽD-Baureihe ЧМЭ5
Die Lokomotive der Baureihe ЧМЭ5 (deutsche Transkription TSCHME5) der Sowjetischen Eisenbahnen (SŽD) ist eine breitspurige Diesellokomotive, die als Weiterentwicklung der SŽD-Baureihe ЧМЭ3 gedacht war und offensichtlich als Anregung von der SŽD-Baureihe ТЭМ7 entstanden war. Die Lokomotiven kamen über den Prototypenstatus nicht hinaus und sind heute nicht mehr in Betrieb.

## Historie

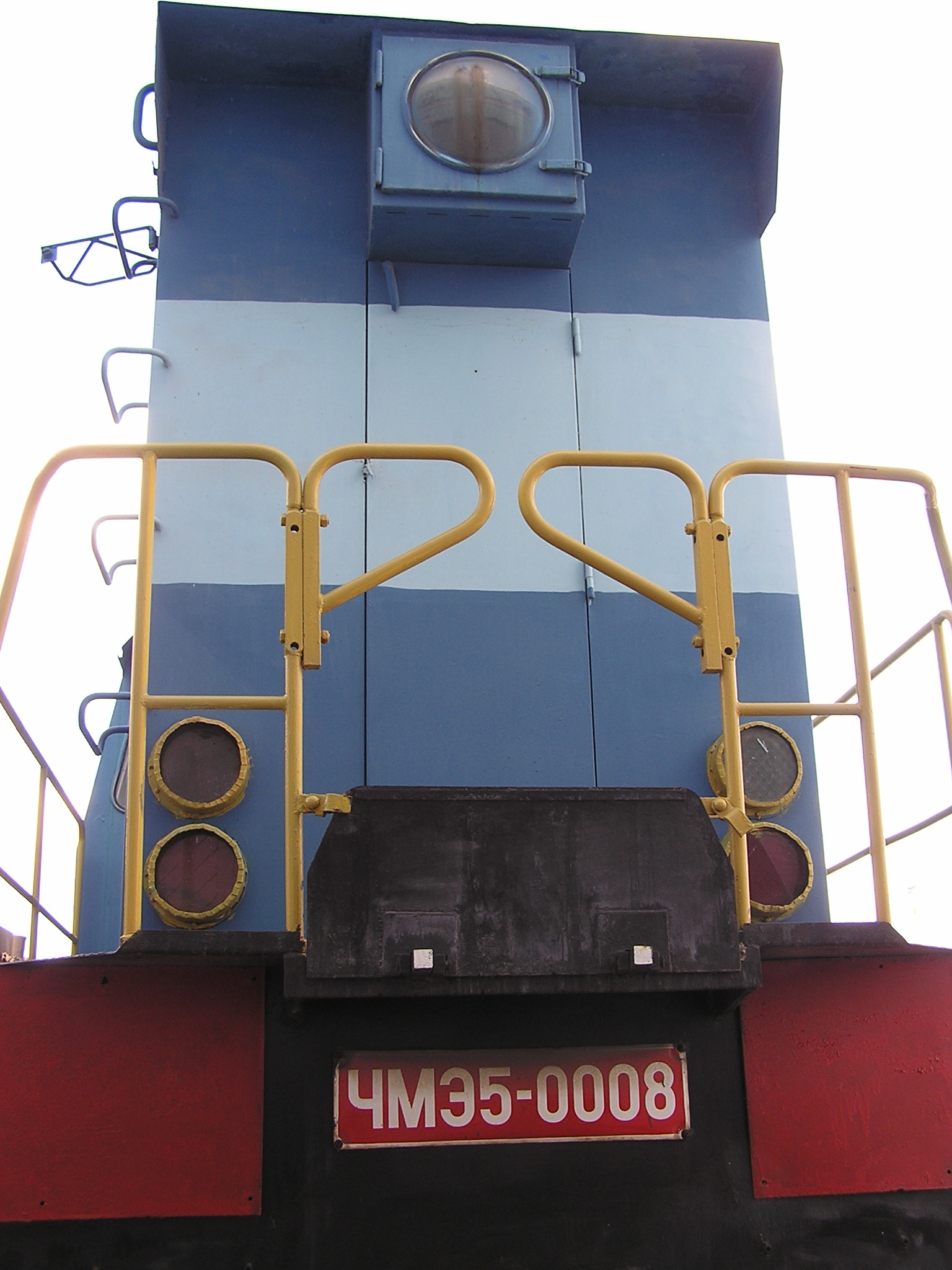
Frontansicht der erhaltenen ЧМЭ5.0008 im Eisenbahnmuseum in Donezk

1985 erfolgte auf Bestellung des Ministeriums der Eisenbahn der ehemaligen UdSSR durch das tschechoslowakische Werk ČKD Prag die Lieferung von zwei Versuchslokomotiven mit achtachsiger Ausführung. Die neue Lokomotive erfolgte offensichtlich als Anregung durch die zehn Jahre früher erschienene SŽD-Baureihe ТЭМ7 und war als Weiterentwicklung der SŽD-Baureihe ЧМЭ3 gedacht. Da für die gesteigerte Motorleistung von 2000 PS auch die Masse der Lokomotive stieg, blieb nur eine Ausführung als achtachsige Lokomotive analog der SŽD-Baureihe ТЭМ7 übrig. Dabei waren vier zweiachsige Drehgestelle auf jeweils zwei Zwischengestellen drehbar gelagert. Unklar ist, ob diese Zwischengestelle mit dem Hauptrahmen fest oder drehbar gelagert waren. Eine Lokomotive, die ЧМЭ5.0002 wurde 1986 auf der internationalen Messe Eisenbahntransport 86 in der Station Schtscherbinka ausgestellt.
Insgesamt wurden zwölf dieser Dieselloks gebaut, von denen die beiden ersten Lokomotiven dem Depot Ljublino und die restlichen zehn Lokomotiven dem Depot Debalzewe übergeben wurden. Weitere Lokomotiven folgten nicht. Lange waren sie auch nicht im Betrieb. 2012 waren nur die ЧМЭ5.0008 im Eisenbahnmuseum in Donezk erhalten, die restlichen Lokomotiven waren verschrottet.